# Fördelningslåda

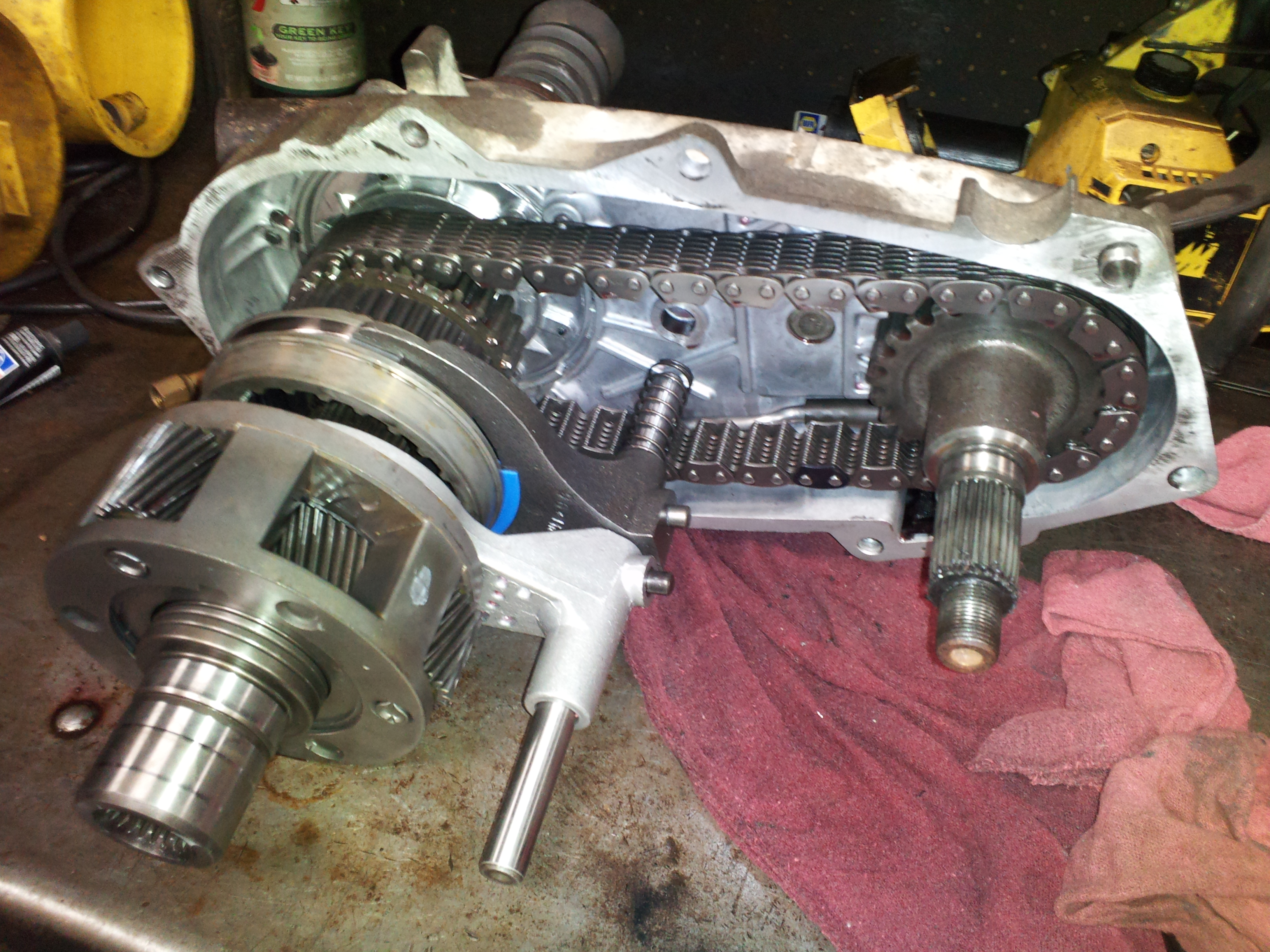
Fördelningslåda av typ New Process Gear 231.

Fördelningslåda  är en komponent i drivlinan på ett fordon och är en förutsättning för allhjulsdrift på fordon med konventionell motor och växellåda. Fördelningslådan fördelar via kardanaxlar motorns kraft mellan de olika hjulaxlarna, vilket ger ökad framkomlighet jämfört med om fordonet bara driver på en axel. 
En fördelningslåda är av antingen kugg- eller kedjetyp, den senare är vanligast i personbilar. En fördelningslåda kan inte förhindra hjulspinn i de fall där endast det ena hjulet på en axel har fäste. På fordon med uttalad terrängkörningsförmåga kombineras fördelningslådan därför ofta med olika typer av differentialbromsar.
Beroende på fordonstyp (avsett för väg- eller terrängkörning) kan fördelningslådan vara antingen helt integrerad i den vanliga växellådan utan någon separat spak eller strömbrytare för att välja driftläge, eller vara en separat enhet fäst bakom växellådan. Den har då ett mekaniskt eller elektriskt reglage för att välja driftläge (2WD/4WD/4WD lågväxel). Lågväxel är ett växelläge med extra lågt utväxlingsförhållande. Detta ger ökad kraft till hjulen på bekostnad av lägre hastighet, vilket är användbart vid svåra terrängförhållanden eller branta backar där fordonet inte orkar ta sig fram med de vanliga växellägena.
I likhet med vanlig axeldifferential har fördelningslådan också en differential som tillåter fram- och bakaxel att rotera med olika hastighet, t.ex. i terräng eller vid kurvtagning. På lådor avsedda för terrängkörning brukar denna differential kunna låsas i spärrat läge, så att framkomligheten ökar. Låst mittdiff förutsätter dock ett löst underlag så att hjulen kan slira oberoende av varandra. Vid körning med låst mittdiff på fast underlag finns risk för skador på drivlinan. De olika differentiallägena brukar anges på reglaget till lådan och benämns 
- "Part time 4WD" för låst mittdiff
- "Full time 4WD" för öppen mittdiff